# Jakov Ostrovski
Jakov Arkadjevitsj Ostrovskij (Russisch: Яков Аркадьич Островский) (1927) is een (Sovjet-)Russisch jurist, diplomaat en hoogleraar. Hij werkte uitgebreid voor het Ministerie van Buitenlandse Zaken en was diplomaat in Italië en voor de Russische delegatie bij de Verenigde Naties. Van 1995 tot 2003 was hij rechter van het Rwanda-tribunaal in Tanzania, waarbij hij de eerste twee jaar eveneens vicepresident van het tribunaal was.

## Levensloop
Ostrovskij studeerde in 1950 af aan de faculteit voor internationaal recht van het Moskouse Instituut voor Internationale Betrekkingen. Daarna deed hij nog een vervolgstudie aan de Haagsche Academie voor Internationaal Recht waarvoor hij in 1957 slaagde.
Van 1950 tot 1960 werkte hij voor de juridische en verdragsafdeling van het Ministerie van Buitenlandse Zaken en aansluitend tot 1966 voor de permanente vertegenwoordiging van zijn land bij de Verenigde Naties. Vervolgens was hij tot 1970 plaatsvervangend directeur van de afdeling voor internationaal recht van het ministerie.
Van 1970 tot 1975 diende hij als diplomaat op de ambassade in Italië en aansluitend tot 1981 als plaatsvervangend afdelingsleider voor Europese Zaken op het ministerie. Vervolgens was hij plaatsvervangend vertegenwoordiger van zijn land bij de UNESCO tot hij in 1987 werd benoemd tot plaatsvervangend directeur van de juridische afdeling van het ministerie. Deze functie vervulde hij tot 1995.
Daarnaast had hij verschillende neventaken en -werkzaamheden, zoals buitengewoon en gevolmachtigd ambassadeur, hoogleraar internationaal recht aan het Moskouse Instituut voor Internationale Betrekkingen en juridisch adviseur voor het Russische hooggerechtshof op het gebied van internationaal publiekrecht en internationaal humanitair recht. Hij was daarbij lid van verschillende juridische beroepsorganisaties. Verder nam hij deel aan verschillende internationale conferenties en onderhandelingen. Hij publiceerde verschillende werken en kreeg daarnaast enkele onderscheidingen.
In 1995 werd hij beëdigd als rechter van het Rwanda-tribunaal in Arusha in Tanzania. Hier was hij de eerste twee jaar vicepresident en diende hij tot 2003.